# Палми Ранчев
Палми Стоянов Ранчев е български поет, белетрист, сценарист, състезател и треньор по бокс.

## Биография
Роден е в София на 9 февруари 1950 г. Юношески национален шампион по бокс през 1966 г. и трети при мъжете през 1969 г. Завършва ВИФ в родния си град, специалност бокс, тренира още таекуон-до и карате. На 31 години вече е заслужил треньор. Става треньор в „Олимпийски надежди“ и националните отбори за мъже и юноши. Треньор е и на националния отбор на Ирак преди операция „Пустинна буря“.
Над 40 негови възпитаници са медалисти от европейски и световни първенства за мъже и юноши. Сред тях са боксьорът Петър Стоименов, който взема бронзов медал на Световното първенство в Мюнхен, и европейският шампион по кикбокс за професионалисти Емил Тонев.
Бил е също собственик на кафене и игрална зала, директор на вестник, сценарист, телевизионен водещ и безработен.
Пише поезия, разкази и романи. Член на Сдружението на български писатели.

### Поезия
- „Шапката на скитника“ (стихотворения).
- „Манхатън, почти събитие“ (стихотворения). 1993.
- „Хора и неща“ (стихотворения). София: Хоризонт, 1995, 46 с.
- „Парцаливо знаме“ (стихотворения). София: Факел, 1997, 78 с.
- „Хотелска стая“ (стихотворения).
- „Среднощен човек: биографии“ (стихотворения).
- „Любовник на самотни улици и запустели къщи“ (стихотворения). София: Фама, 2004[1].
- „Такова синьо: видимо и скрито“ (стихотворения). Пловдив: Жанет 45, 2007, 85 с. ISBN 978-954-491-385-4,
- „Софийската берлинска стена или за героите и тяхната музика“ (стихотворения). София: Сиела, 2009[2][3]
- „В процепа на хоризонта“ (стихотворения). София: Ерго, 2011, 146 с.[4]

### Белетристика
- „Трудно дишане“ (разкази). 1993
- „Улични игри“ (новели). София: Хоризонт, 1994, 120 с.
- „Неделен обяд“ (разкази). София: Факел, 1997, 141 с.
- „Улици и авенюта“ (роман). София: Издателско ателие Аб, 1998, 168 с.
- „Аматьори и професионалисти“ (роман). София: Фама, 2003, 198 с.
- „Анонимни снайперисти“ (роман). София: Фама, 2006, 280 с.
- „Малко късмет за по-късно“ (разкази). София: Фама, 2007[5],
- „Библейски графити“ (роман). София: Фама, 2009[6].
- „Посока Сакраменто“ (роман). София: Павлина Никифорова, 2010, 196 с.
- „Аматьори, професионалисти и други участници“ (роман). София: Сиела, 2010, 222 с.
- „Боксьори и случайни минувачи“ (разкази). Пловдив: Жанет 45, 2014, 232 с. ISBN 978-954-491-999-3

## Филмография
- Едно пътуване до хоризонта (2006, режисьор Антон Радославов)

## Награди
Носител на няколко литературни награди, между които:
- „Иван Николов“ (2009, номинация – за стихосбирката „Софийската берлинска стена“),
- „Дъбът на Пенчо“ (2011 - за стихосбирката „Софийската берлинска стена“)[7].
- Трето място в конкурса за наградата на УниКредит Банк Аустрия[8].